# 譚浩明
譚 浩明（たん こうめい）は、清末民初の軍人・政治家。桂軍（広西軍、広西派）の指導者の1人で、陸栄廷を中心とする「旧広西派」（旧桂系）と呼ばれる集団の一員。陸の義弟（姉が陸の妻）に当たる。字は月波。チワン族（壮族）出身。

## 事跡

### 旧桂系での台頭
農業・水運を営む家庭に生まれ、譚浩明は青年期は家業を手伝っていた。その後、陸栄廷が譚の姉と結婚、清仏戦争以降は譚は陸に随従し、その下で順調に昇進していく。1911年（宣統3年）6月、陸が広西提督に昇進すると、譚は広西巡防営統領に任命され、南寧に駐屯した。
中華民国が成立し陸栄廷が広西都督兼民政長に就任すると、譚浩明は桂軍第2師師長に任命された。1913年（民国2年）7月に二次革命（第二革命）が勃発すると、譚は省内の革命派を鎮圧した。翌年7月、竜州鎮守使と広西辺防対汛督弁を兼任し、竜州に駐屯した。
1915年（民国4年）12月に袁世凱が皇帝に即位すると譚浩明は二等男に封じられた。しかし陸栄廷は袁に対する不満を抱いていたため、護国戦争（第三革命）勃発後の1916年（民国5年）3月15日に反袁独立を宣言した。譚もこれに従い、5月1日に両広護国軍都司令部が成立すると、譚は護国軍第5軍軍長に就任した。
6月6日に袁世凱が死去すると、陸栄廷は広東督軍竜済光を駆逐し、広東省の支配権を獲得した。1917年（民国6年）4月、陸が両広巡閲使に就任すると、譚は広西督軍に任命された。6月20日には、陸の指示の下で、広東督軍陳炳焜と共に「両広自主」を唱え、北京政府への対決姿勢を示した。
その後、譚浩明は陸栄廷から「粤桂聯軍総司令」に任命され、湖南省で発生していた各軍混戦に介入する。しかし、北京政府の呉佩孚軍に敗北してしまう。1918年（民国7根）6月には湖南省から撤退して、南寧に戻った。

### 再起、失脚
湖南での敗北を教訓に、譚浩明は軍事改革に着手し、近代化を進めた。1918年（民国8年）1月には、広西陸軍講武堂を再興している。また、内政面でも積極的な施策を行い、広西綿業促進会を組織するなどした。しかしこちらは、技術力等の不足のため失敗に終わった。
1921年（民国10年）、一度は広東を追われた陸栄廷はその奪還を図り、譚もこれに与した。しかし、孫文は陳炯明に命じて広西へ先制攻撃を仕掛けた（「援桂」）。劉震寰、沈鴻英の寝返りもあって、陸の軍は大敗する。7月16日に、陸と譚は下野を表明して上海へ逃亡した。
1922年（民国11年）6月、孫文と陳炯明の内紛を衝き、陸栄廷と譚浩明は北京政府の援助も得て広西省に復帰した。しかし1924年（民国13年）、陸・譚は沈鴻英軍や李宗仁ら「新広西派」（新桂系）軍との戦いに敗れ、ここで完全に軍事的・政治的力量を喪失した。
譚浩明は上海に逃げ込み、隠棲した。1925年（民国14年）4月17日、自身の侍従副官により譚は自宅で暗殺されてしまった。副官の許婚者を譚が陵辱し、恨みを買ったためとされる。享年55（満53歳）。